# Damazan
Damazan (okzitanisch: Damasan) ist eine Gemeinde mit 1.353 Einwohnern (Stand: 1. Januar 2022) in Frankreich im Département Lot-et-Garonne in der Region Nouvelle-Aquitaine. Die Gemeinde gehört zum Arrondissement Nérac und zum Kanton Lavardac. Die Einwohner werden Damazanais genannt.

## Geografie
Damazan liegt etwa 29 Kilometer westnordwestlich von Agen im Weinbaugebiet Buzet. Umgeben wird Damazan von den Nachbargemeinden Puch-d’Agenais im Norden, Saint-Léger im Osten, Buzet-sur-Baïse im Süden und Südosten, Saint-Pierre-de-Buzet im Süden, Caubeyres im Südwesten sowie Saint-Léon im Westen.
Durch die Gemeinde führt die Autoroute A62.

## Geschichte
Der Ort wurde als Bastide 1256 gegründet.

## Bevölkerungsentwicklung
| Jahr      | 1962 | 1968 | 1975 | 1982 | 1990 | 1999 | 2006 | 2018 |
| --------- | ---- | ---- | ---- | ---- | ---- | ---- | ---- | ---- |
| Einwohner | 1424 | 1338 | 1257 | 1204 | 1164 | 1237 | 1251 | 1361 |

Quellen: Cassini und INSEE

## Sehenswürdigkeiten
|  |  |

- Kirche Notre-Dame aus dem 17. Jahrhundert
- Schloss Muges
- Burg Labarthe aus dem 14. Jahrhundert
- gräfliches Schloss
- Rathaus von 1818
- alte Fachwerkhäuser